# Danh sách 100 năm nhạc phim của Viện phim Mỹ
Danh sách 100 năm nhạc phim của Viện phim Mỹ (tiếng Anh: AFI's 100 Years of Film Scores) là một trong các danh sách được Viện phim Mỹ (American Film Institute, viết tắt là AFI) lập ra nhân dịp kỉ niệm 100 năm ngày ra đời của nghệ thuật điện ảnh. Danh sách này bao gồm 25 bộ phim có phần nhạc phim (scores) được coi là hay nhất của điện ảnh Mỹ, nó được công bố năm 2005.

## Danh sách
|    | Phim                                                    | Năm sản xuất | Nhà soạn nhạc           |
| 1  | Chiến tranh giữa các vì sao (Star Wars)                 | 1977         | John Williams           |
| 2  | Cuốn theo chiều gió (Gone with the Wind)                | 1939         | Max Steiner             |
| 3  | Lawrence of Arabia                                      | 1962         | Maurice Jarre           |
| 4  | Psycho                                                  | 1960         | Bernard Herrmann        |
| 5  | Bố già (The Godfather)                                  | 1972         | Nino Rota               |
| 6  | Hàm cá mập (Jaws)                                       | 1975         | John Williams           |
| 7  | Laura                                                   | 1944         | David Raksin            |
| 8  | The Magnificent Seven                                   | 1960         | Elmer Bernstein         |
| 9  | Chinatown                                               | 1974         | Jerry Goldsmith         |
| 10 | High Noon                                               | 1952         | Dimitri Tiomkin         |
| 11 | The Adventures of Robin Hood                            | 1938         | Erich Wolfgang Korngold |
| 12 | Vertigo                                                 | 1958         | Bernard Herrmann        |
| 13 | King Kong                                               | 1933         | Max Steiner             |
| 14 | E.T. người ngoài hành tinh (E.T. the Extra-Terrestrial) | 1982         | John Williams           |
| 15 | Out of Africa                                           | 1955         | John Barry              |
| 16 | Sunset Boulevard                                        | 1950         | Franz Waxman            |
| 17 | Giết con chim nhại (To Kill a Mockingbird)              | 1962         | Elmer Bernstein         |
| 18 | Planet of the Apes                                      | 1968         | Jerry Goldsmith         |
| 19 | Chuyến tàu mang tên dục vọng (A Streetcar Named Desire) | 1951         | Alex North              |
| 20 | The Pink Panther                                        | 1963         | Henry Mancini           |
| 21 | Ben-Hur                                                 | 1959         | Miklós Rózsa            |
| 22 | On the Waterfront                                       | 1954         | Leonard Bernstein       |
| 23 | The Mission                                             | 1986         | Ennio Morricone         |
| 24 | On Golden Pond                                          | 1981         | Dave Grusin             |
| 25 | How the West Was Won                                    | 1962         | Alfred Newman           |